# Laurent II Alleman
Pour les articles homonymes, voir Alleman.
Laurent Alleman (parfois sous la forme Allemand), né en 1494 et mort en 1561, est un prince-évêque de Grenoble du XVIe siècle. Il est dit Laurent II afin de le distinguer de son prédécesseur et oncle Laurent Alleman. Tous deux appartiennent à la famille Alleman de Laval.

## Biographie

### Origines
Laurent Alleman (Laurentius Allamandi) appartient à la famille Alleman de Laval, l'une des plus puissantes du Grésivaudan, qui possédait de nombreux biens et droits aux environs de Grenoble,.
Il naît en 1494. Le site Internet catholic-hierarchy.org indique, comme date mais dite incertaine, l'année 1492. Il est le fils de Charles Ier Alleman († 1495), seigneur de Laval et de Séchilienne, lieutenant général en Dauphiné, et de Marguerite Richard de Saint-Priest.

### Carrière ecclésiastique
La carrière ecclésiastique de Laurent Alleman est préparé par son oncle, l'évêque de Grenoble, Laurent Alleman.
En 1502, alors qu'il n'a que huit ans, il est pourvu de la commende de l'abbaye Saint-Sernin de Toulouse. En 1504, il devient chanoine de Grenoble. En 1517, il devient archiprêtre de Savoie.
Il fait des études universitaires et obtient un titre de docteur en décrets.

### Carrière épiscopale
Laurent Alleman est désigné évêque de Grenoble le 26 avril 1518. Il a vingt-quatre ans. Son oncle avait préparé sa succession. Lorsque Laurent Ier résigne sa charge il informe le pape Léon X que son choix se porte sur neveu pour lui succéder.
C'est sous son épiscopat qu'eurent lieu à Grenoble les premières prédications luthériennes en 1524 dans la cathédrale Notre-Dame de Grenoble. C'est également à son époque que l'université de Grenoble est remise en fonction de 1542 à 1567.

### Mort et succession
Après quarante-trois ans d'épiscopat, Laurent Alleman meurt en charge le 5 septembre 1561
Il a pour successeur François de Saint-Marcel d'Avançon.